# Filchnerella zhengi
Filchnerella zhengi is een rechtvleugelig insect uit de familie Pamphagidae. De wetenschappelijke naam van deze soort is voor het eerst geldig gepubliceerd in 1994 door Huo.